# Hain-Veilchen
Das Hain-Veilchen (Viola riviniana) ist eine Pflanzenart aus der Gattung Veilchen (Viola) innerhalb der Familie der Veilchengewächse (Violaceae). Das Hain-Veilchen wurde zur Blume des Jahres 2002 gewählt.

## Beschreibung

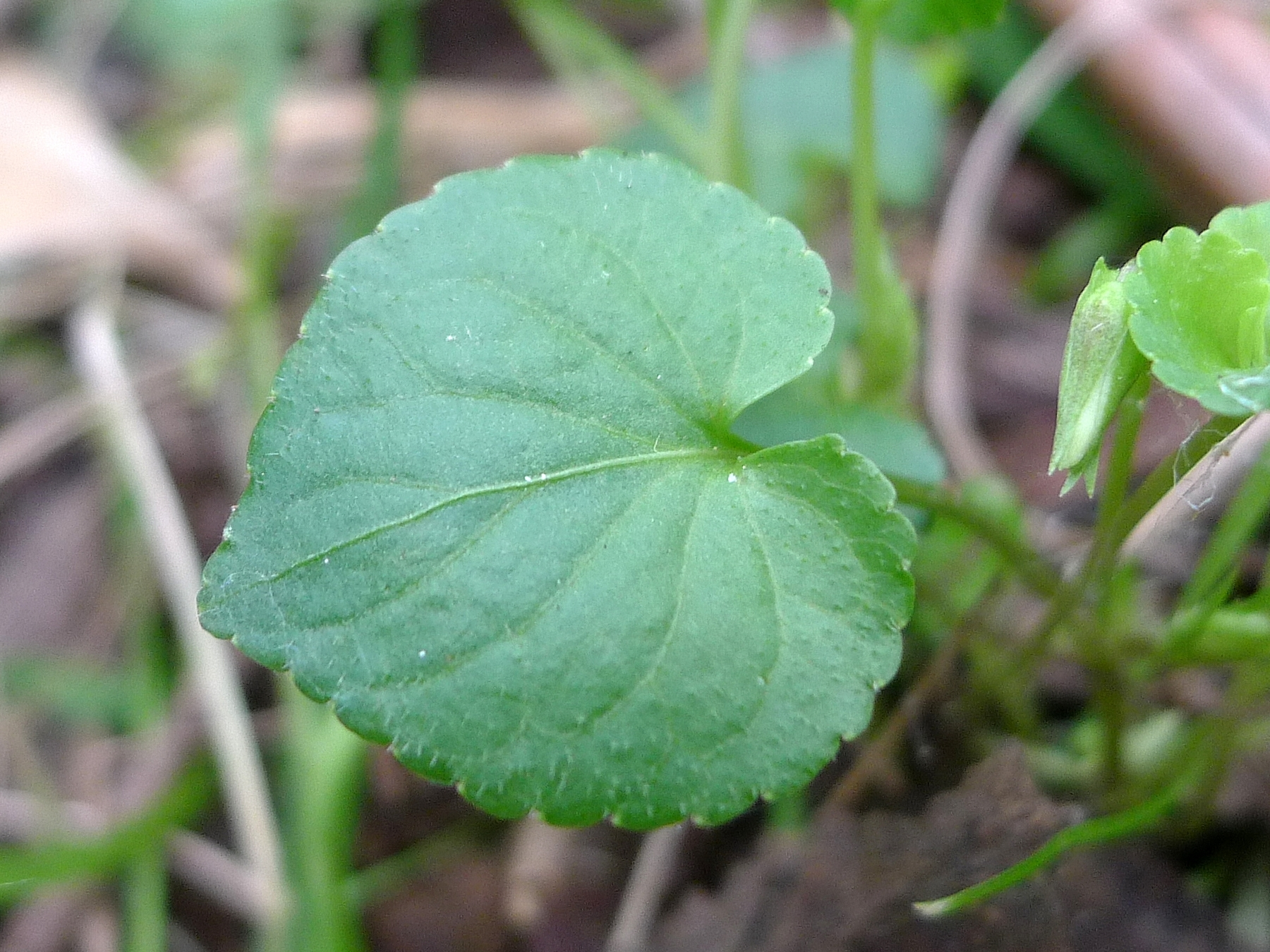
Einfache Blattspreite

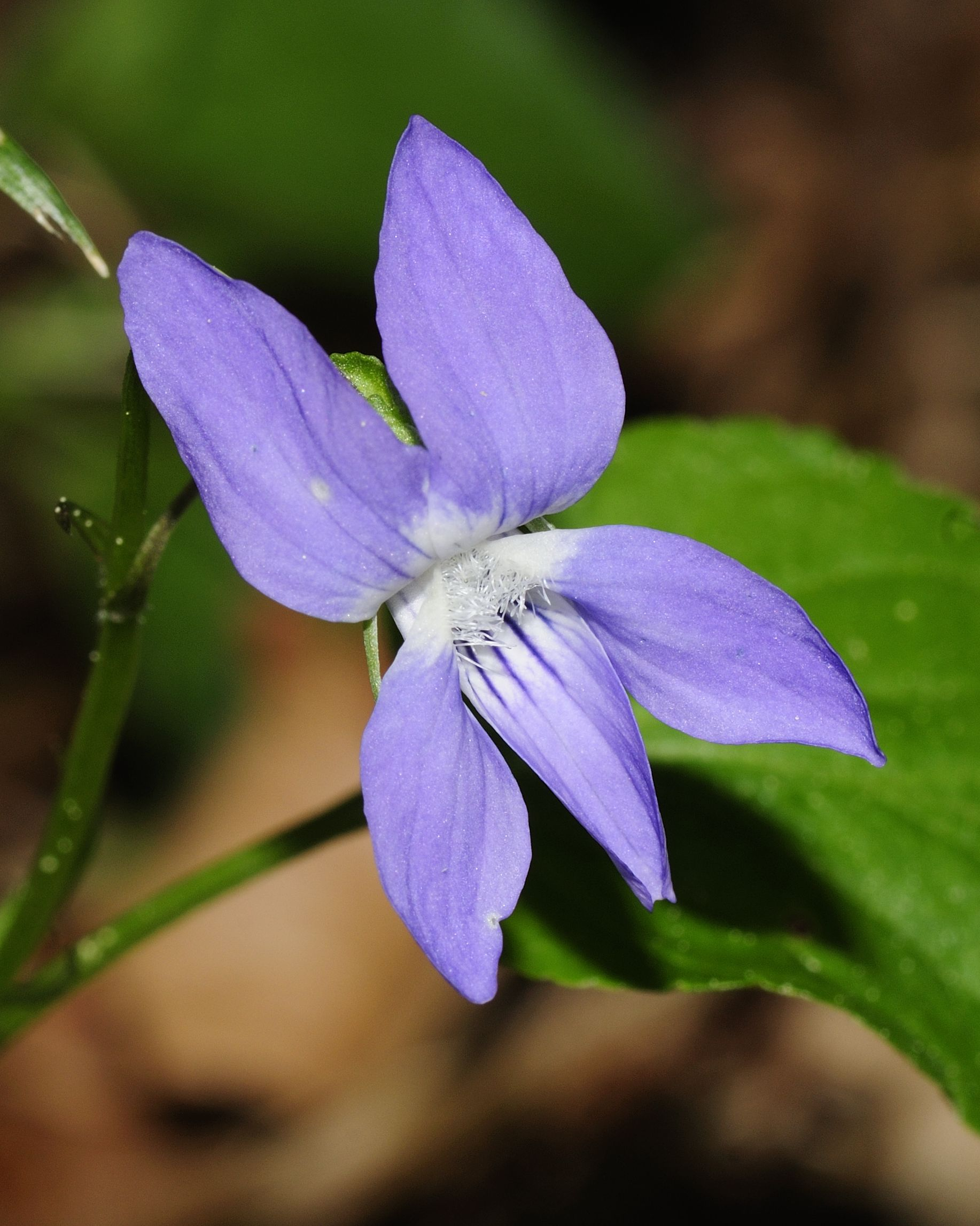
Zygomophe Blüte von vorn

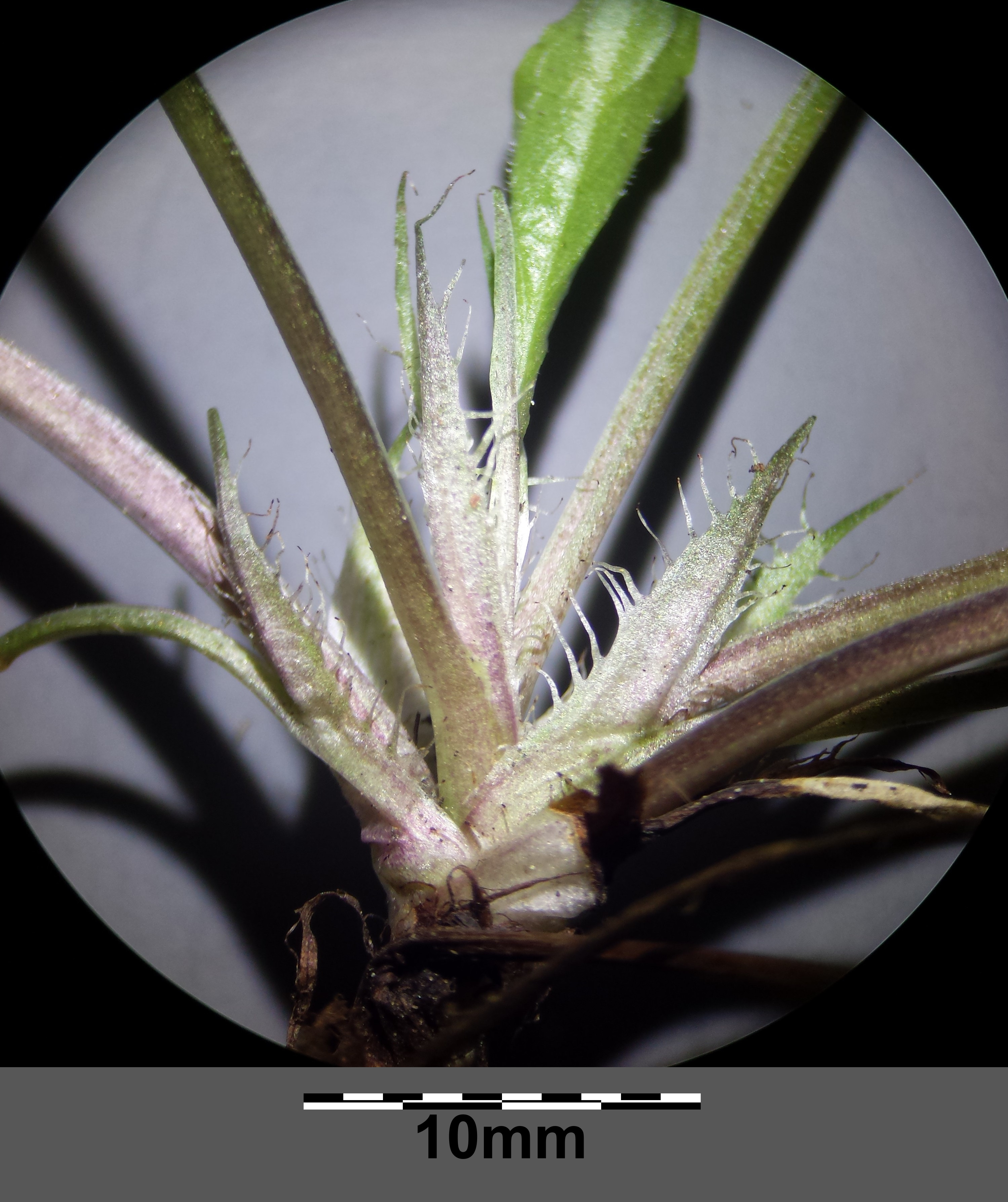
Nebenblätter der Grundblätter

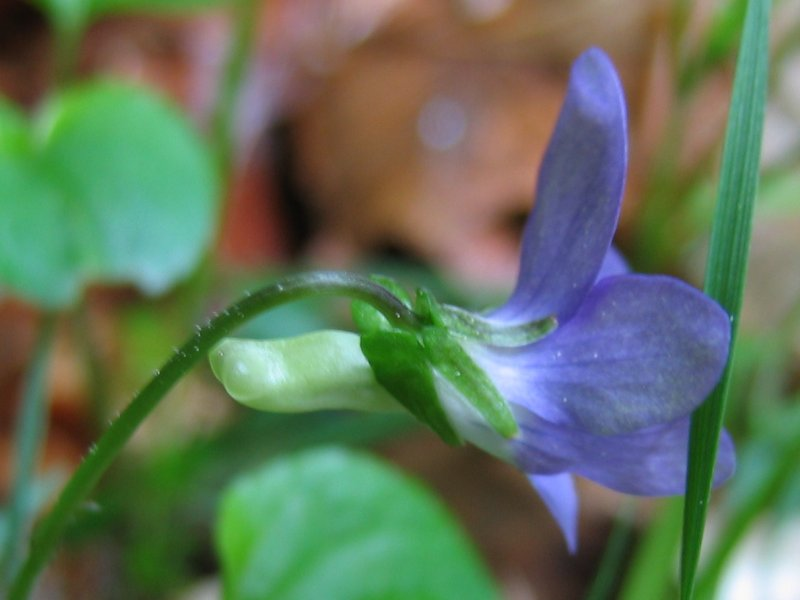
Blüte von der Seite mit weißlichem Sporn

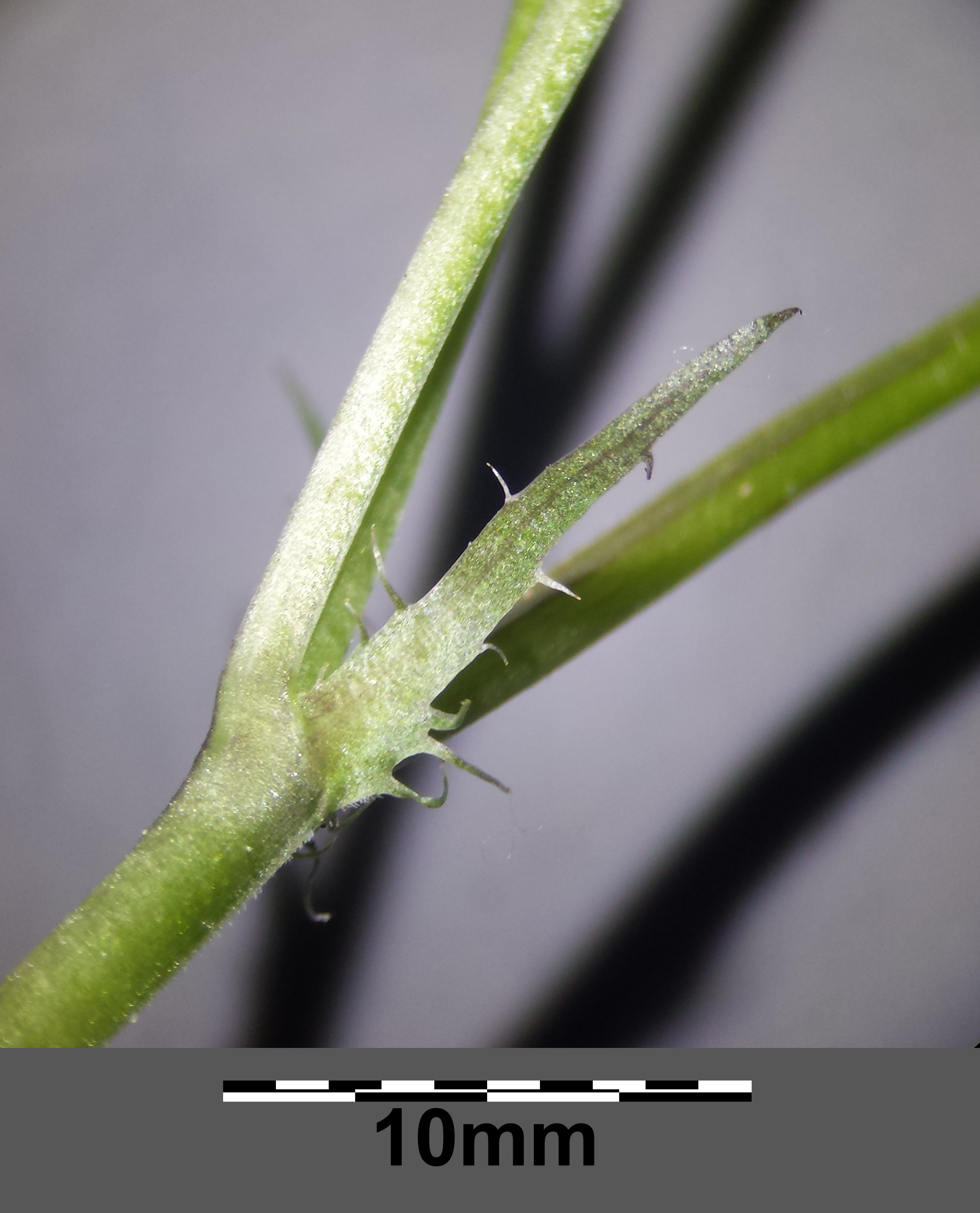
Nebenblatt eines Stängelblattes

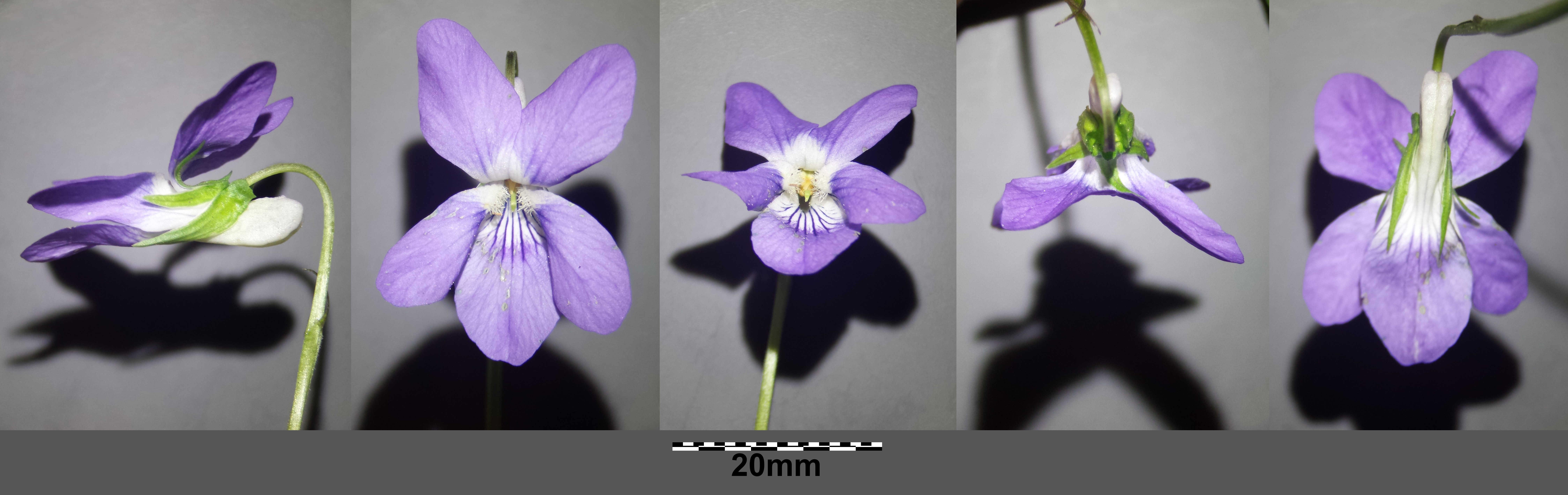
Zygomorphe Blüte aus vielen Ansichten

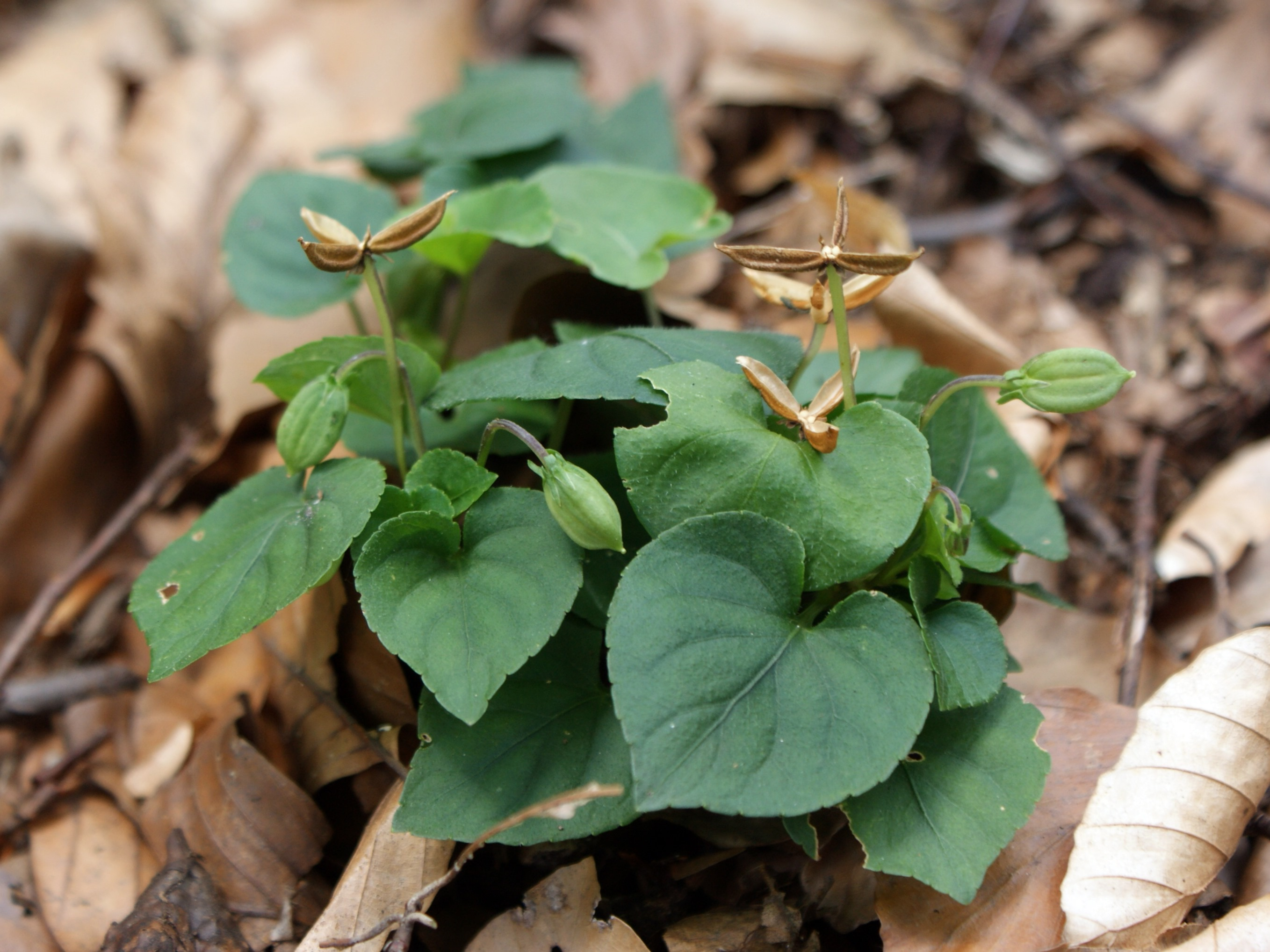
Habitus, Laubblätter, gestielte geschlossen und geöffnete Kapselfrüchte

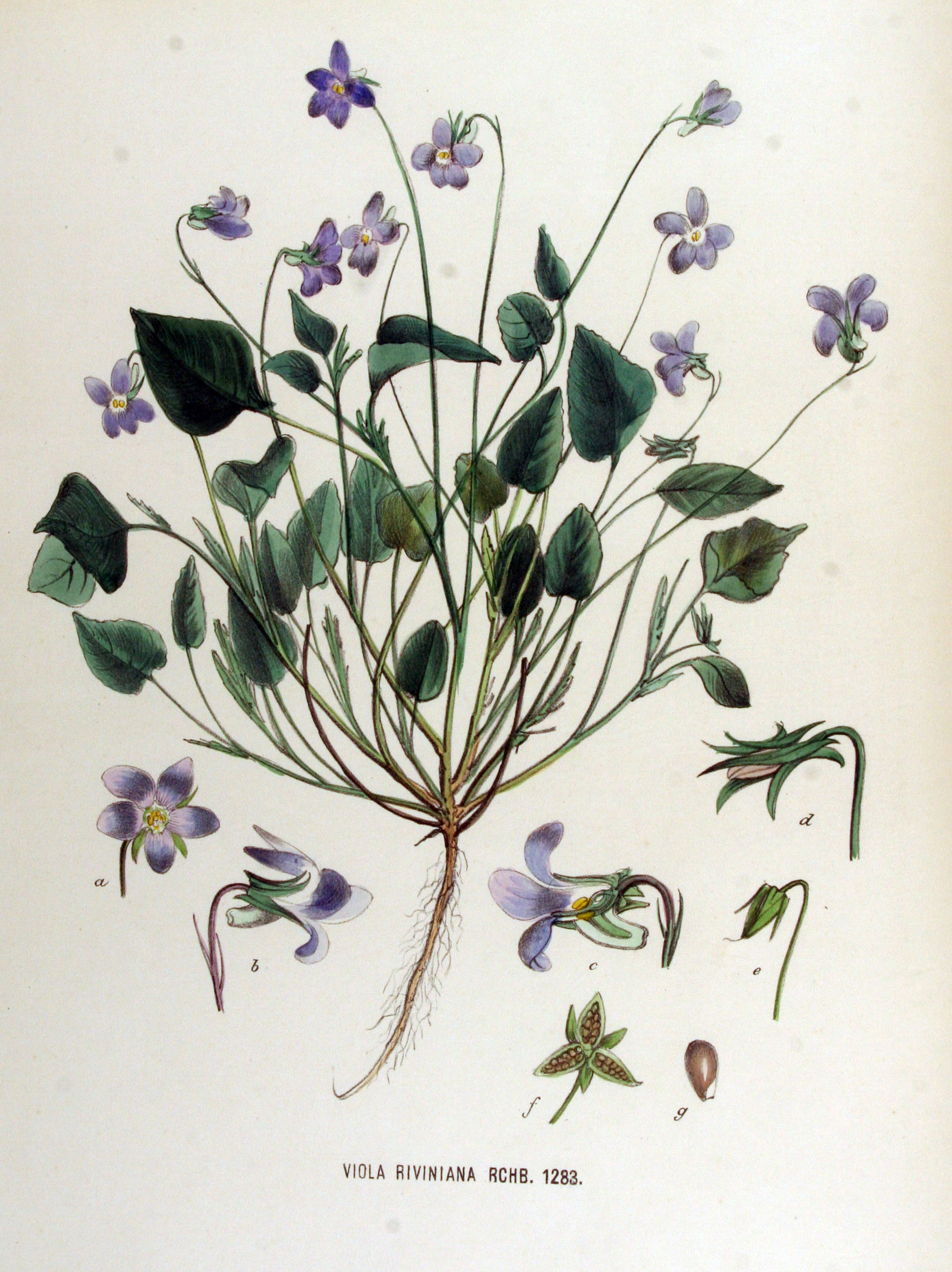
Illustration aus Flora Batava, Band 17

Das Hain-Veilchen (Viola riviniana) ist dem Wald-Veilchen (Viola reichenbachiana) ähnlich, aber die ganze Pflanze ist kräftiger.

### Vegetative Merkmale
Das Hain-Veilchen ist eine sommergrüne, ausdauernde krautige Pflanze und ist in der Größe sehr variabel; es erreicht Wuchshöhen von meist 10 bis 20 (1,8 bis 30, selten bis zu 40) Zentimetern. Die oberirdischen Pflanzenteile sind kahl bis mehr oder weniger flaumig behaart. Je Pflanzenexemplar können ein bis fünf aufrechte, aufsteigende bis niederliegende Stängel vorhanden sein, die kahl bis fein flaumig behaart sind. Als Überdauerungsorgane werden verholzende Rhizomen gebildet. Es sind keine Ausläufer vorhanden.
Die grundständig (drei bis fünf) und wechselständig am Stängel angeordneten Laubblätter sind in Blattstiel und -spreite gegliedert. Der meist kahle oder selten kurz flaumig behaarte Blattstiel der Stängelblätter ist 2 bis 12 Zentimeter lang. Der Blattstiel der Grundblätter ist 1,3 bis 6 Zentimeter lang. Die einfache Blattspreite ist mit einer Länge von meist 2,3 bis 4,5 (0,5 bis 5,5) Zentimetern relativ klein, und mit einer Breite von meist 2,6 bis 5,3 Zentimetern etwa gleich lang wie breit und eiförmig-kreisförmig oder ei- bis nierenförmig mit mehr oder weniger tief herzförmiger Spreitenbasis und stumpfem oder spitzem bis kurz zugespitztem oberem Ende. Der Blattrand ist gekerbt und nicht bewimpert. Die Blattoberseite ist kahl oder spärlich fein flaumig behaart und die -unterseite ist meist spärlich fein flaumig behaart oder manchmal kahl. Die Nebenblätter können pfriemlich oder lanzettlich und gefranst mit spitzem bis zu gespitztem oberen Ende sein. Die Nebenblätter der Stängelblätter sind bei einer Länge von bis zu 1 Zentimetern lanzettlich mit herzförmiger Basis und gefranst. Die Nebenblätter der Grundblätter sind eiförmig oder lanzettlich mit gefranstem Rand und lang zugespitztem oberem Ende. Die Fransen sind kürzer als beim Wald-Veilchen.

### Generative Merkmale
Die Blütezeit reicht von April bis Juni; in der Schweiz von April bis Mai. Die Blüten stehen einzeln an relativ langen Blütenstielen in den Blattachseln. Der meist kahle, manchmal fein flaumig behaarte Blütenstiel ist 2,8 bis 6 (2,5 bis 10) Zentimeter lang mit den zwei Vorblättern oberhalb ihrer Mitte.
Die Blüten duften nicht. Die zwittrige Blüte ist bei einer Länge von 14 bis 25 Millimetern zygomorph und fünfzählig mit doppelter Blütenhülle. Die fünf Kelchblätter sind bei einer Länge von 7 bis 12 (5,5 bis 13) Millimetern sowie einer Breite von selten 1 bis, meist 2 bis 2,5 Millimetern lanzettlich mit spitzem oberem Ende oder schmal-dreieckig mit pfriemlichem oberem Ende; ihre Ränder sind nicht bewimpert. Die mehr oder weniger auffälligen Anhängsel der drei oberen Kelchblätter sind selten 1, meist 2 bis 3 Millimeter lang, zur Früchtezeit häufig länger und oft ausgerandet. Im Umriss erscheint die Blütenkrone fast quadratisch. Die fünf auffällig hell-blauviolett gefärbten Kronblätter sind sehr breit und etwa 10 Millimeter lang. Die unteren drei Kronblätter sind an ihrer Basis meist weiß, selten violett und das unterste, 13 bis 17 Millimeter lange Kronblatt ist oft deutlich geadert. Die seitlichen zwei Kronblätter sind bärtig. Das untere Kronblatt besitzt einen 5 bis 7 Millimeter langen Sporn. Der weißliche oder hell-purpurfarbene Sporn ist deutlich heller als die Kronblätter, dick, oft nach oben gebogen, oft auf der Unterseite gefurcht und am oberen Ende leicht ausgerandet. Der Fruchtknoten ist kahl. Der Griffel ist 2,6 bis 3,9 Millimeter lang. Die Narbe ist kahl oder papillös und nicht bärtig.
Der Fruchtstiel ist aufrecht. Die kahle Kapselfrucht einer Länge von meist 8 bis 10 (7 bis 12) Millimetern sowie einem Durchmesser von 4,5 bis 6,5 Millimetern eiförmig oder länglich und öffnet sich lokulizid öffnen sich mit drei elastischen Fruchtklappen und enthält etwa 18 Samen. Die hell-braunen oder gelblich-braunen Samen sind bei einer Länge von 1,8 bis 2,1 (1,2 bis 2,3) Millimetern eiförmig. Das Elaiosom ist relativ klein.

### Chromosomensatz
Die Chromosomenzahl beträgt beispielsweise x = 10. Es liegen unterschiedliche Ploidiestufen vor, beispielsweise Diploidie und Tetraploidie. Die Chromosomenzahl beträgt 2n = 20, 35, 40, 45, 46 oder 47.

## Verwechslung mit Hybride
Das Hain-Veilchen besitzt einen dicken, meist weißlichen bis hell-blauen Sporn. Es kann leicht mit der Hybride Bayerisches Veilchen (Viola ×bavarica Schrank = Viola reichenbachiana × Viola riviniana Syn.: Viola intermedia Rchb., Viola dubia Wiesb.) verwechselt werden. Beim Bayerischen Veilchen ist die Blütenkrone meist dunkler blau, besonders der Sporn; der hellviolette Sporn ist gegen das obere Ende etwas zuspitzt und gar nicht oder sehr wenig ausgerandet. Beim Bayerischen Veilchen ist das Anhängsel kleiner und es ist meist steril.

## Ökologie
Beim Hain-Veilchen handelt es sich um einen sommergrünen, hygromorphen, mesomorphen Hemikryptophyten und Halbrosettenpflanze. Es kann den Winter mit seinen Rhizomen überdauern.
Blütenökologisch handelt es sich Lippenblumen vom Violatyp. Es liegt fakultative Autogamie vor, also erfolgt meist Selbstbefruchtung und Fremdbefruchtung ist die Ausnahme. Es liegt Dichogamie vor: die Blüten sind homogam, also sind männliche und weibliche Blütenorgane gleichzeitig fertil. Es liegt Selbstkompatibilität, also führt Selbstbefruchtung erfolgreich zum Samenansatz.
Bei ausbleibender Fremdbestäubung erfolgt spontane Selbstbestäubung innerhalb einer Blüte. Häufig liegt Kleistogamie vor, es erfolgt dabei Selbstbestäubung in einer verschlossenen, rudimentär ausgebildeten Blüte. Aber meist erfolgt die Bestäubung durch Insekten. Als Belohnung für die Bestäuber ist Nektar vorhanden. Bestäuber sind Bienen.
Diasporen sind die Samen mit ihrem Elaiosom. Die Diasporen sind entweder selbst ausbreitend (Autochorie) oder werden durch Ameisen weggeschleppt (Myrmekochorie).
Die ökologischen Zeigerwerte nach Landolt et al. 2010 sind in der Schweiz: Feuchtezahl F = 2+w+ (frisch aber stark wechselnd), Lichtzahl L = 3 (halbschattig), Reaktionszahl R = 2 (sauer), Temperaturzahl T = 3 (montan), Nährstoffzahl N = 3 (mäßig nährstoffarm bis mäßig nährstoffreich), Kontinentalitätszahl K = 4 (subkontinental).

## Vorkommen
Viola riviniana ist häufig in weiten Teilen Deutschlands und Teilen Europas, außer in den alpinen Bereichen. In den Allgäuer Alpen steigt es bis zu einer Höhenlage von 1500 Metern auf. Im Kanton Wallis kommt es am Simplon sogar bis in Höhenlagen von 2300 Metern vor. In Nordeuropa kommt es in Finnland noch bei 66° nördlicher Breite vor.
Das Hain-Veilchen kommt in Mitteleuropa in Laubwäldern und dort meist zusammen mit Eichen, Birken, Buchen und Hainbuchen vor. Es ist in lichten Gebüschen und auf Magerrasen zu finden. Es ist in Mitteleuropa eine Charakterart des Verbands Quercion roboris und kommt hier vor allem im Holco-Quercetum vor. Es kommt aber auch in Pflanzengesellschaften des Carpinion-Verbands, bodensaurer Quercetalia pubescentis-Gesellschaften oder in Origanetalia-Gesellschaften vor.
Viola riviniana ist in Makaronesien, Nordafrika über Südwest-, Mittel-, Nord-, Ost- sowie Südosteuropa und im Libanon weitverbreitet. Es gibt Fundortangaben für die Insel Madeira, die Kanarischen Inseln, Algerien, Marokko, Tunesien, Gibraltar, Spanien, Portugal, Andorra, Frankreich, Monaco, Korsika, Sardinien, Sizilien, Italien, Malta, die Schweiz, Österreich, Deutschland, Luxemburg, die Niederlande, Belgien, die Kanalinseln, das Vereinigte Königreich, Irland, die Färöer-Inseln, Dänemark, Schweden, Norwegen, Finnland, Spitzbergen und Jan Mayen, Island, den europäischen Teil Russlands, Belarus, die Krim, Estland, Litauen, Lettland, Kaliningrad, Polen, die Ukraine, Ungarn, Tschechien, die Slowakei, Slowenien, Serbien, Kroatien, Kosovo, Bosnien und Herzegowina, Montenegro, Albanien, Bulgarien, Rumänien, Moldawien, Nordmazedonien, Griechenland, Inseln in der östlichen Ägäis, den europäischen Teil der Türkei, und den Libanon. Es ist in vielen Gebieten der Welt, beispielsweise Australien und westlichen Nordamerika, ein Neophyt.

## Taxonomie
Die Erstbeschreibung von Viola riviniana erfolgte 1823 durch Ludwig Reichenbach in Iconographia Botanica seu Plantae Criticae, Band 1, S. 81. Das Artepitheton riviniana ehrt August Quirinus Rivinus.
Synonyme für Viola riviniana Rchb. sind: Viola canina subsp. riviniana (Rchb.) Schübler & G.Martens, Viola sylvestris subsp. riviniana (Rchb.) Tourlet, Viola insularis Gren. & Godr., Viola caniniformis K.Richt., Viola riviniana subsp. neglecta W.Becker, Viola riviniana subsp. minor (Greg.) Valentine.

## Nutzung
Junge Laubblätter und Blütenknospen können roh oder gegart gegessen werden. Wenn sie Suppen beigefügt werden, werden diese eingedickt, ähnlich wie bei Okra. Blüten und Blütenknospen werden roh gegessen. Mit den Laubblättern kann man Tee aufbrühen.